# Instytut Juliusa Kühna

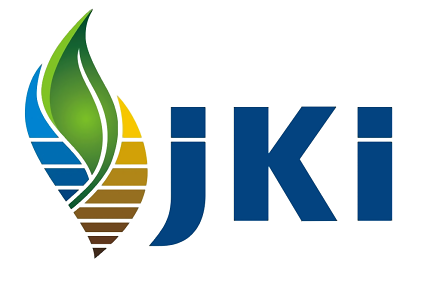
Logo Instytutu Juliusa Kühna

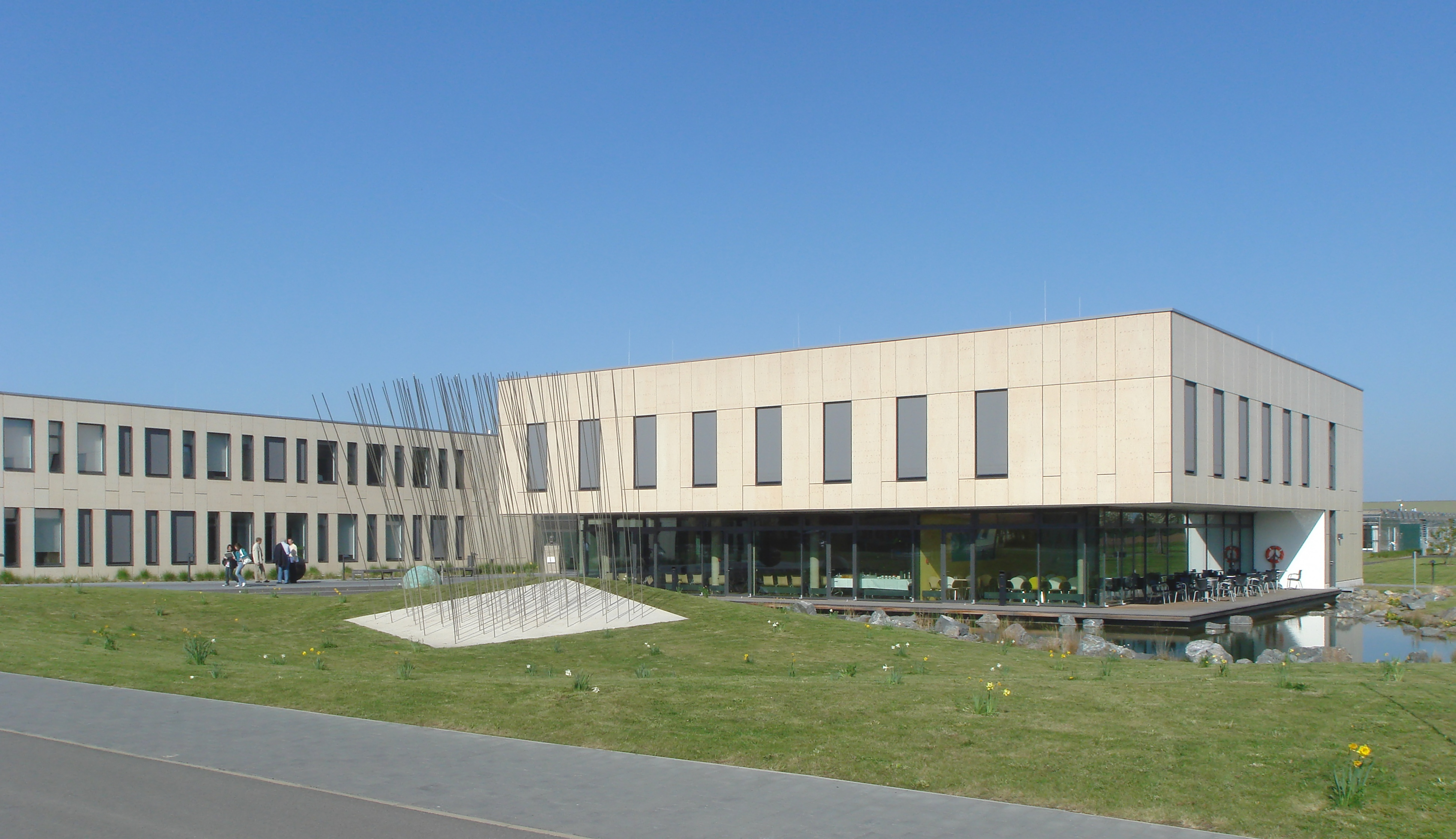
Jeden z budynków siedziby w Quedlinburgu

Instytut Juliusa Kühna (niem. Julius Kühn-Institut – Bundesforschungsinstitut für Kulturpflanzen) – niemiecki, federalny instytut badawczy utworzony przez ministra rolnictwa w 2008 roku z połączenia trzech innych jednostek badawczych zajmujących się problematyką rolnictwa (części dotyczącej produkcji roślinnej), ogrodnictwa i leśnictwa:
- Federalnego Biologicznego Centrum Badawczego Rolnictwa i Leśnictwa (niem. Biologische Bundesanstalt für Land- und Forstwirtschaft) z siedzibą w Brunszwiku i Berlinie,
- Federalnego Instytutu Hodowli i Uprawy Roślin (niem. Bundesanstalt für Züchtungsforschung an Kulturpflanzen), składającego się pierwotnie z 12 specjalistycznych instytutów np. Instytut Nawożenia i Gleboznawstwa w Brunszwiku,
- Federalnego Rolniczego Centrum Badawczego (niem. Bundesforschungsanstalt für Landwirtschaft).

Główna siedziba Instytutu mieści się w Quedlinburgu w Saksonii-Anhalt. Jednak Instytut ma szereg oddziałów w całych Niemczech wyspecjalizowanych w różnorodnej tematyce badawczej. Siedziby oddziałów mieszczą się w Berlinie, Bernkastel-Kues, Braunschweig, Darmstadt, Dossenheim, Drezno-Pillnitz, Elsdorf, Groß Lüsewitz, Kleinmachnow, Münster i Siebeldingen.
Nazwa Instytutu pochodzi od nazwiska niemieckiego agronoma i fitopatologa Juliusa Kühna.
Poszczególne oddziały instytutu zajmują się różnorodną tematyką związaną z rolnictwem, ogrodnictwem, leśnictwem i winiarstwem. Zakresy badań prowadzonych w poszczególnych oddziałach zestawiono poniżej.
Siedziba w Quedlinburgu:
- Epidemiologia i diagnostyka patogeniczna,
- Chemia ekologiczna, analityka roślin i plonu,
- Badania nad odpornością i tolerancją na stresy,
- Bezpieczeństwo technik genetycznych u roślin,
- Hodowla roślin ogrodniczych i owocowych (także w siedzibie w Pillnitz),
- Hodowla roślin rolniczych.

Instytut Nauk Stosowanych w Braunschweig:
- Epidemiologia i diagnostyka patogeniczna,
- Uprawa roli i roślin,
- Zdrowotność roślin,
- Ochrona roślin w uprawie i na terenach zielonych,
- Ochrona roślin w ogrodnictwie i leśnictwie.

Instytut w Berlinie i Kleinmachnow:
- Chemia ekologiczna,
- Analityka roślin i plonu (także w Quedlinburg),
- Nowoczesne strategie ochrony roślin.

Inne lokalizacje:
- Biologiczne metody ochrony roślin (w Darmstadt),
- Ochrona roślin owocowych i winorośli (w Dossenheim i w Siebeldingen),
- Hodowla odmian oraz badania nad odpornością winorośli (w Siebeldingen – Institut für Rebenzüchtung Geilweilerhof)